# Luigi Martelli (graveur)
Pour les articles homonymes, voir Martelli.
Luigi Martelli, né en 1804 probablement à Faenza et mort en 1853 à Bologne, est un graveur néoclassique italien du XIXe siècle.

## Biographie
Né en 1804, sa famille était originaire de Faenza. Il était actif à Bologne en 1835. Il gravait au burin et a eu sa formation de Francesco Rosaspina. Il décède en 1853 à Bologne.

## Œuvres
Liste non exhaustive de ses gravures: 
- Ritratto di Maria de Medici, burin, d'après l’œuvre originale d'Alessandro Allori, Galleria di Firenze[3] ;
- Il Genio delle Arti, burin, d'après l’œuvre originale d'Orazio Riminaldi, Galleria Pitti[3] ;
- Madonna del Morillo, gravure de Luigi Martelli (burin et eau-forte sur cuivre), dessin de Luigi Pompignoli, d'après l’œuvre originale de Bartolomé Esteban Murillo, 283 × 367 mm, entre 1804 et 1849, Château des Sforza ;
- Ritratto d'Uomo, dessin d'A. Villa, gravure de Luigi Martelli (burin et eau-forte) d'après l’œuvre originale du Sodoma, 109 × 157 mm, entre 1804 et 1853, Musei Civici di Monza[6] ;
- Gesù Cristo cade la terza volta, dessin de Raffaello Morghen, gravure de Luigi Martelli, d'après l’œuvre originale d'Andrea del Sarto, 64,5 × 49 cm, entre 1804 et 1853, Diocèse de Vicence[7] ;